# Cordillera de Lípez
Cordillera de Lípez är en bergskedja i Bolivia.   Den ligger i departementet Potosí, i den södra delen av landet, 400 km sydväst om huvudstaden Sucre.
Cordillera de Lípez sträcker sig 24,7 km i nord-sydlig riktning. Den högsta toppen är Cerro Uturunco, 6 008 meter över havet.
Topografiskt ingår följande toppar i Cordillera de Lípez:
- Cerro San Antonio
- Cerro Uturunco

Trakten runt Cordillera de Lípez är ofruktbar med lite eller ingen växtlighet. Trakten runt Cordillera de Lípez är nära nog obefolkad, med mindre än två invånare per kvadratkilometer.